# Fritten + Bier
Fritten + Bier war eine deutsche Rockband um Nils Bokelberg.

## Geschichte
Die Band wurde 1994 von dem damals 18-jährigen Viva-Moderator Nils Bokelberg, dem Sänger und Gitarristen, und seinem schlagzeugspielenden Freund Markus Linnartz (damals 17 Jahre alt) gegründet.
Im selben Jahr veröffentlichte das Duo das Album Im Zeichen des Arm-Bein-Män und die Single Afrika bei Königshaus, später kamen (weiterhin bei Königshaus) noch ein Studioalbum sowie weitere Singles dazu. Michi Beck, Mitglied der Hip-Hop-Formation Die Fantastischen Vier, produzierte das erste Album, Klaus Cornfield von Throw That Beat in The Garbagecan!, mit dem Bokelberg später einige Zeit zusammenwohnte, das zweite Album.
Eigenen Angaben zufolge war der Erfolg überschaubar:

„Fritten und Bier waren mit meiner VIVA-Person verknüpft, deshalb kannten uns die Leute. Wir haben aber null Platten verkauft und die Tourneen teilweise vor vier Leuten gespielt. Egal, es war trotzdem die time of my life. Ein irrsinnig bescheuerter Kindergeburtstag ist das, mit einer Jungsband Monate quer durch Deutschland zu touren.“

Auf dem zweiten Album Kasse Taffee + Bein Rötchen in Full Plusquameffekt von 1996 spielt der zur Band hinzugestoßene Carlos Ebelhäuser den Bass, der mit seinem Bruder Kurt Ebelhäuser in der Alternative-Rockband Blackmail reüssierte.

## Stil
Laut Focus wurden „sämtliche Musikstile auf die Schippe“ genommen: deutschsprachiger Rap wie bei den Fantastischen Vier, „Betroffenheits-Songs“ wie bei Herbert Grönemeyer und Grunge. Thomas Winkler von der linksalternativen und systemkritischen taz hörte Grunge, TripHop, „Metal-Rap-Crossover, Schlagerverballhornung, Blumfeldverarsche“ sowie Punkrock. Der Spiegel schrieb von „Gossenpop, der Lehrern, Eltern und älteren Geschwistern mit Vorliebe für Genesis auf die Nerven geht“.
Bokelberg selbst versuchte damals, den Begriff „Comedy Grunge“ zu etablieren, was eigenem Bekunden zufolge „leider überhaupt nicht“ funktionierte.

## Rezeption
Wenn die zwei Musiker „nicht so komisch wären, die falschen Gitarrentöne wären kaum auszuhalten“, so der Focus. Die taz sah hier „weniger Musik als vielmehr eine Nachmittags-TV-Comedy vom Reißbrett“. Für den Spiegel konnte der deutschsprachige Pop des Debütalbums „über die Plagen des Erwachsenwerdens hinweghelfen“.

## Diskographie

### Alben
- 1994: Im Zeichen des Arm-Bein-Män
- 1996: Kasse Taffee + Bein Rötchen in Full Plusquameffekt

### Singles
- 1994: Afrika
- 1995: Mundgeruch
- 1996: Heike, bitte knutsch mit mir